# Dracula: Pages from a Virgin's Diary
Dracula: Pages from a Virgin's Diary é um filme de terror de 2002, dirigido por Guy Maddin e produzido para a Canadian Broadcasting Corporation (CBC). O projeto, que mistura dança e cinema, documenta uma performance do Royal Winnipeg Ballet, adaptando o clássico romance Drácula, de Bram Stoker. Maddin optou por uma abordagem cinematográfica inusitada, utilizando closes e cortes bruscos, além de se manter fiel ao material original de Stoker, destacando a xenofobia nas reações dos personagens principais ao próprio Drácula, interpretado por Zhang Wei-Qiang.
A produção do filme também marcou o fim da colaboração entre Maddin e Deco Dawson, creditado como "Editor e Diretor Associado". Após a produção, Maddin e Dawson se desentenderam e não trabalharam juntos novamente.
Como é característico na obra de Maddin, Pages from a Virgin's Diary segue a tradição do cinema mudo, incluindo cartões de título e imitando os efeitos especiais típicos da época, como o uso de telas coloridas, jogos de sombras e a aplicação de vaselina nas lentes da câmera para criar um efeito borrado. O filme não é completamente monocromático, pois efeitos especiais gerados por computador adicionam cores vibrantes e ácidas, como o dourado das moedas, o verde das notas de banco e o vermelho do sangue.

## Sinopse
Em 1897, o Conde Drácula chega a Londres e mordes Lucy Westenra, que é tomada por sua maldição. Ela começa a se comportar de maneira errática, levando o Dr. Van Helsing a diagnosticá-la como vampira e a isolar com alho. Durante uma invasão de demônios na casa de Lucy, sua mãe abre a porta e convida Drácula para entrar, resultando na morte de ambas. A cidade é aterrorizada por uma "Bloofer Lady", responsável por assassinar crianças, e Renfield, um paciente do hospital, revela que Drácula trouxe Lucy de volta dos mortos.
Van Helsing e seus aliados descobrem Lucy, agora uma morta-viva, em um abraço com Drácula, e a destroem com estacas de madeira e decapitação. Eles então descobrem que Drácula planeja atacar Mina, a amiga de Lucy. Mina, que está em um convento, é sequestrada por Drácula e levada ao seu castelo, onde é mordida e amaldiçoada. Jonathon Harker, que já havia sido aprisionado no castelo, escapa e, com Van Helsing e outros, invade o castelo de Drácula para resgatar Mina.
Após uma batalha com as Noivas de Drácula, os homens tentam destruir Drácula, mas é Mina quem, com uma cruz, usa a luz do sol para enfraquecer Drácula. Com Drácula empalado em uma estaca gigante, o castelo é destruído e todos partem, deixando Drácula para trás, finalmente derrotado.

## Elenco
- Zhang Wei-Qiang como Dracula
- Tara Birtwhistle como Lucy Westenra
- David Moroni como Dr. Van Helsing
- CindyMarie Small como Mina
- Johnny Wright como Jonathan Harker
- Stephane Leonard como Arthur Holmwood
- Matthew Johnson como Jack Seward
- Keir Knight como Quincy Morris
- Brent Neale como Renfield
- Stephanie Ballard como Sra. Westernra

## Recepção da crítica
O filme teve um lançamento limitado nos cinemas, mas foi amplamente aclamado pela crítica, mantendo uma pontuação de 84 no Metacritic, com base em 19 avaliações, e uma taxa de aprovação de 87% no Rotten Tomatoes, com 60 avaliações. A Variety destacou que "o trabalho de câmera demonstra a vontade do filme de reinventar, ao invés de seguir cegamente as convenções do cinema mudo". Já o Film Threat afirmou que "a conquista excepcional de Maddin deveria inspirar outros a correr riscos e desafiar seu público - se ao menos mais cineastas tivessem a coragem de deixar a arte, em vez do estilo, liderar seu trabalho".

## Prêmios e indicações
| Ano  | Prêmio               | Categoria                 | Resultado |
| ---- | -------------------- | ------------------------- | --------- |
| 2002 | Emmy Internacional   | Melhor Programa Artístico | Venceu    |
| 2002 | Sitges Film Festival | Melhor Filme              | Venceu    |
| 2003 | Blizzard Awards      | Melhor Direção de Arte    | Venceu    |
| 2004 | Chlotrudis Awards    | Buried Treasure           | Indicado  |